# Thymosiopsis cuticulatus
Thymosiopsis cuticulatus är en svampdjursart som beskrevs av Jean Vacelet och Perez 1998. Thymosiopsis cuticulatus ingår i släktet Thymosiopsis och familjen Chondrillidae. Inga underarter finns listade i Catalogue of Life.